# Handramme
Die Handramme (auch Jungfer, Besetzschlägel, Stampfe, Stampfer, Hoye oder Heye genannt) ist ein manuelles Werkzeug zur Bodenverdichtung von Baugrund.
Die Handramme besteht aus einem etwa 1 m langen, nach unten hin stärker werdenden Holz, das mit Eisenbändern verstärkt sein kann. Eine andere Ausführung ist ein eiserner Pochschuh mit Holzeinsatz oder als Volleisen. Die Handhabung erfolgt  über an der Seite angebrachte Querhölzer (Streben) oder eiserne Griffe. Die Handramme kann von einer Einzelperson oder von mehreren Personen gleichzeitig betätigt werden.
Das Gewicht der Handramme liegt zwischen 13 und 60 kg, die Hubhöhe bei etwa 60 cm.
Sie wird aufgrund der körperlich anstrengenden Tätigkeit meist bei sehr kleinen Flächen oder im Hobbybereich eingesetzt.
Die maschinelle Form ist die (Pressluft- oder Explosions)-Ramme. Ebenfalls zur Verdichtung von Boden verwendet werden Vibrationsstampfer.

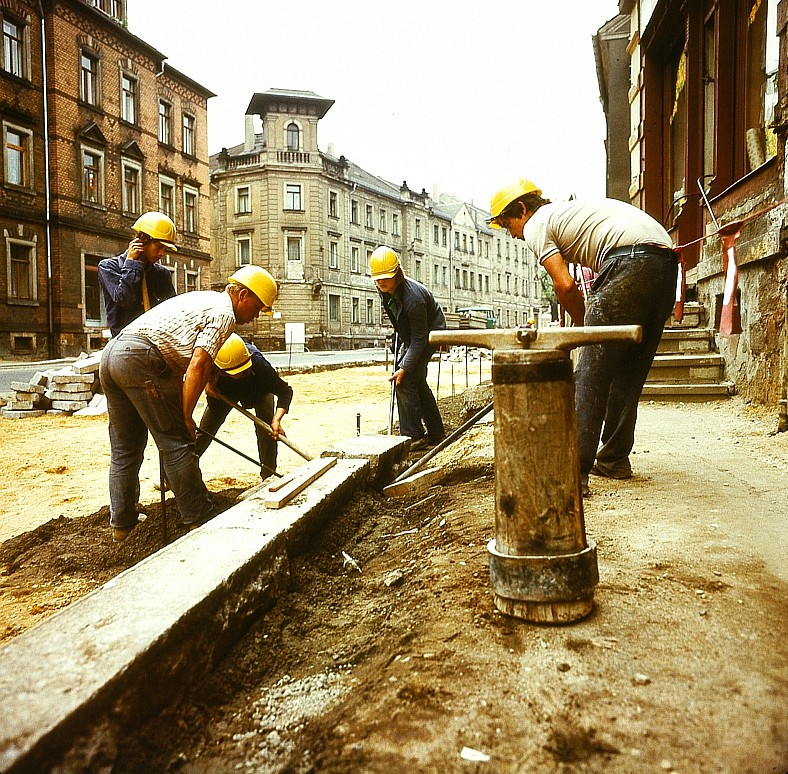
Handstampfer aus Holz
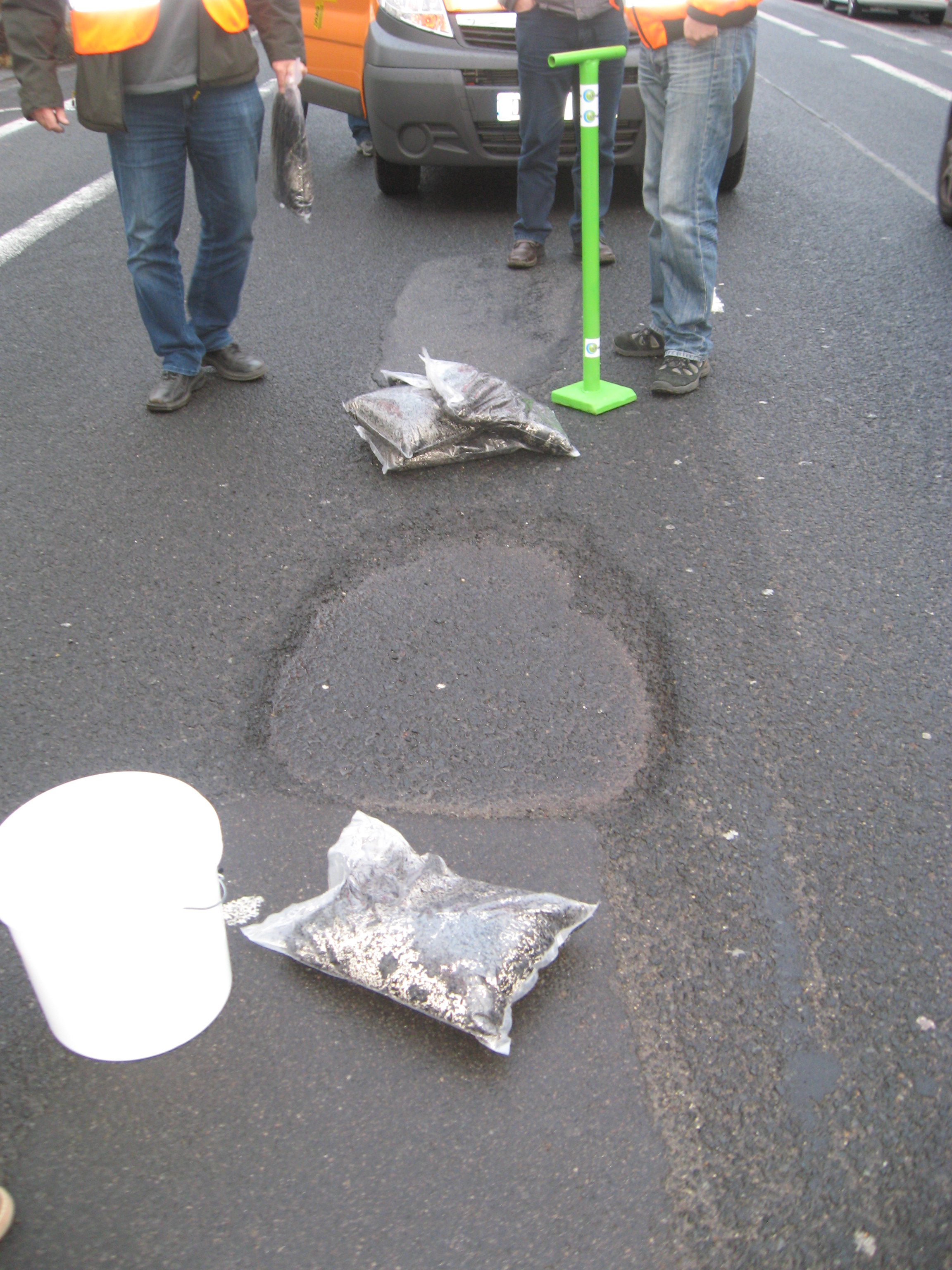
Handstampfer aus Eisen
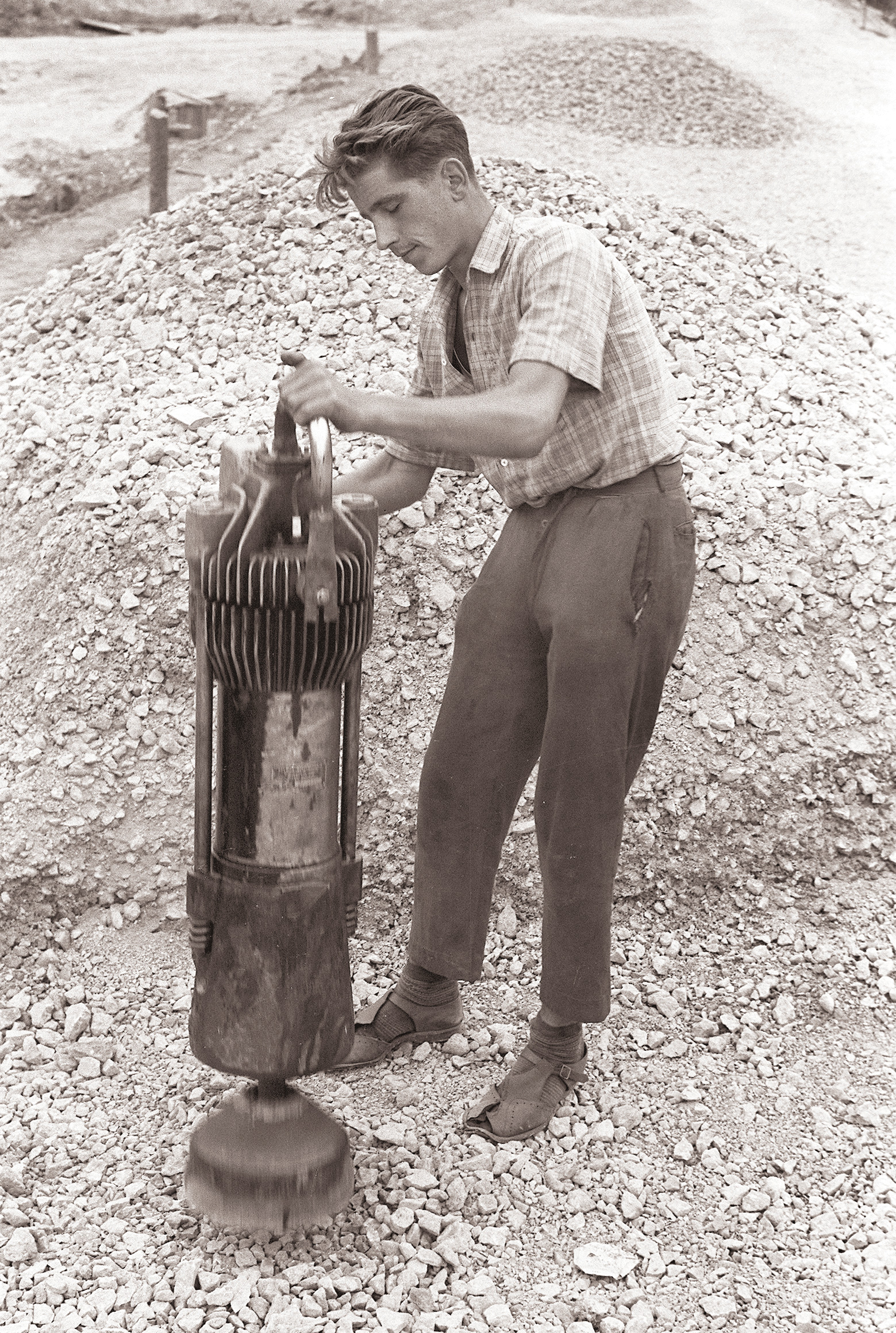
Explosionsramme